# Лівіу-Ребряну
Лівіу-Ребряну (рум. Liviu Rebreanu) — село у повіті Бистриця-Несеуд в Румунії. Адміністративно підпорядковане місту Несеуд.
Село розташоване на відстані 339 км на північ від Бухареста, 14 км на північ від Бистриці, 82 км на північний схід від Клуж-Напоки.

## Населення
За даними перепису населення 2002 року у селі проживали 793 особи. Усі жителі села рідною мовою назвали румунську.
Національний склад населення села:
| Національність | Кількість осіб | Відсоток |
| -------------- | -------------- | -------- |
| румуни         | 748            | 94,3%    |
| цигани         | 45             | 5,7%     |